# هیسپانیا
هیسپانیا (لاتین : [hɪˈspa:nja]) یک نام رومی برای شبه‌جزیره ایبری و استان‌های آن بود. در دوران جمهوری روم، هیسپانیا به دو بخش تقسیم شده بود: هیسپانیا سیتریور و هیسپانیا اولتریور. در دوران پرینکیپاته، هیسپانیا اولتریور به دو ایالت جدید تقسیم شد، بایتیکا و لوسیتانیا؛ در حالیکه هیسپانیا سیتریور نام تازه تاراکوننسیس را برخود نهاد.
ایالت رومی هیسپانیا امروزه شامل کشورهای اسپانیا، پرتغال و جبل طارق می‌شود.